# Girl from the north country
Girl from the north country is een lied dat werd geschreven door Bob Dylan. Hij bracht het in 1963 uit op zijn tweede album, The Freewheelin' Bob Dylan, maar op een single verscheen het van hem nooit. Wel trad hij er in die jaren vaak mee op. Het werd tientallen malen gecoverd door artiesten variërend van Waylon Jennings en Neil Young tot Sting en Rod Stewart.
Het lied staat op plaats 30 van Rolling Stone's lijst van 100 beste Dylannummers.

## Achtergrond, tekst en muziek
De melodie ontleende Dylan aan hetzelfde oude volksliedje waar Paul Simon later zijn lied Scarborough fair aan ontleende. Dat had hij Martin Carthy eens horen spelen toen die in 1965 optrad in Britse folkclubs. Dylan kende het lied echter nog eerder en bracht het met deze tekst al twee jaar eerder uit. Naar eigen zeggen had hij de melodie al jarenlang in zijn hoofd gehad.
In de tekst haalt de zanger de herinnering naar boven van een meisje uit een noordelijk land dat hij tijdens zijn reizen was tegengekomen. De aard van de tekst is tamelijk formeel waardoor het lied het karakter heeft van een volksliedje uit vroegere tijden.
Dylan trad vaak op met het nummer totdat hij in 1965 verder ging op elektrische instrumenten. Enkele jaren later nam hij het niettemin nogmaals op met Johnny Cash en kreeg het een plaats op zijn album Nashville skyline. Deze versie is langzamer dan het origineel. Ook zongen ze het dat jaar samen tijdens de The Johnny Cash Show.
Keith Richards wijst erop dat Dylan zich oriënteerde op de Anglo-Keltische liedtraditie in de periode dat Britse popartiesten Amerika veroverden. Het lied heeft volgens hem alle elementen die de schoonheid van folk uitmaken zonder pretentieus te zijn, terwijl de scherpe opmerkingen en wrok uit Dylans latere werk hier nog afwezig zijn. Mede vanwege het overeenkomstige gitaarspel lijkt het nummer een trilogie te vormen met Boots of Spanish Leather en To Ramona.

## Covers
Er verschenen vele tientallen covers van het lied, soms onder een aangepaste titel zoals North country (girl), Girl of the north country of Girl from the north country fair.
Op een single verschenen bijvoorbeeld versies van Link Wray (1965), The Plymouth Rockers (1966) en Tom Northcott (1968). Daarnaast verscheen het op B-kanten van singles, zoals op Neil Halstead & Nick Holton (Return to sender, 2000), Dear Nora (These days, 2002) en The Secret Machines (Sad and lonely, 2004).
Op muziekalbums verschenen bijvoorbeeld covers van Hamilton Camp (Paths of victory, 1964), Dorinda Duncan (Briarwood Singers) (The songs of Bob Dylan through the heart of a girl, 1965), The Silkie (Sing the songs of Bob Dylan, 1965), William Royce Scaggs (Boz, 1966), The Blue Things (Blue things, 1966), Bob Dylan met Johnny Cash (Nashville skyline, 1969), Lester Flatt & Earl Scruggs (Final fling (Just for kicks), 1969), Joe Cocker (Mad dogs & Englishmen, 1970), Ramblin' Jack Elliott (Bull Durham sacks & railroad tracks, 1970), Larry Groce (The wheat lies low, 1971), Howard Tate (Howard Tate, 1972), Roy Harper (Valentine, 1974), Rod Stewart (Smiler, 1974), Mylon LeFevre (Weak at the knees, 1977), Pete Townshend (All the best cowboys have Chinese eyes, 1982), Walter Trout Band (Prisoner of a dream, 1990), Jimmy LaFave (Austin skyline, 1992), Tony Rice (Tony Rice plays and sings bluegrass, 1993), Phil Carmen (Bob Dylan's dream, 1996), Gove Scrivenor (Shine on, 1998), Bertignac (Live, 1998), Waylon Jennings (The restless kid live at jd's, 2000), Father Hennepin (Duluth does Dylan, 2000), John Gorka (A nod to bob, 2001), The Waterboys (Hard rain vol one, 2002), John Waite (The hard way, 2004), Bobby Solo (Homemade Johnny Cash, 2004), M. Ward, Conor Oberst & Jim James (Dylan covered, 2005), As Tall As Lions (Listen to Bob Dylan, 2005), Eels (With strings - Live at Town Hall, 2006), Lions (Songs of anarchy, 2009), Rosanne Cash (The list, 2009), Eddie Vedder (Water on the Road, 2011), Steve Knightley (Live in Somerset, 2011), Ralph McTell (Don't think twice it's alright, 2011), Sting (Chimes of freedom, 2012), Counting Crows (Underwater sunshine, 2012), Crosby, Stills & Nash (2012; video, 2012), Neil Young (A letter home, 2014), Kinky Friedman (The loneliest man I ever met, 2015).